# 24-Stunden-Rennen von Le Mans 1958

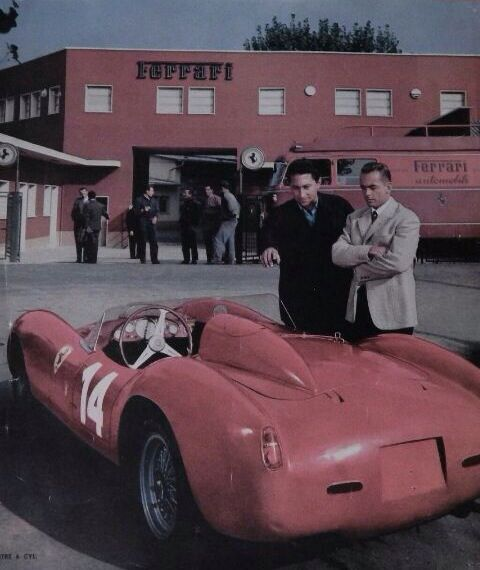
Ferrari 250 Testa Rossa; der Siegerwagen von Olivier Gendebien und Phil Hill in Maranello vor dem Abtransport nach Le Mans

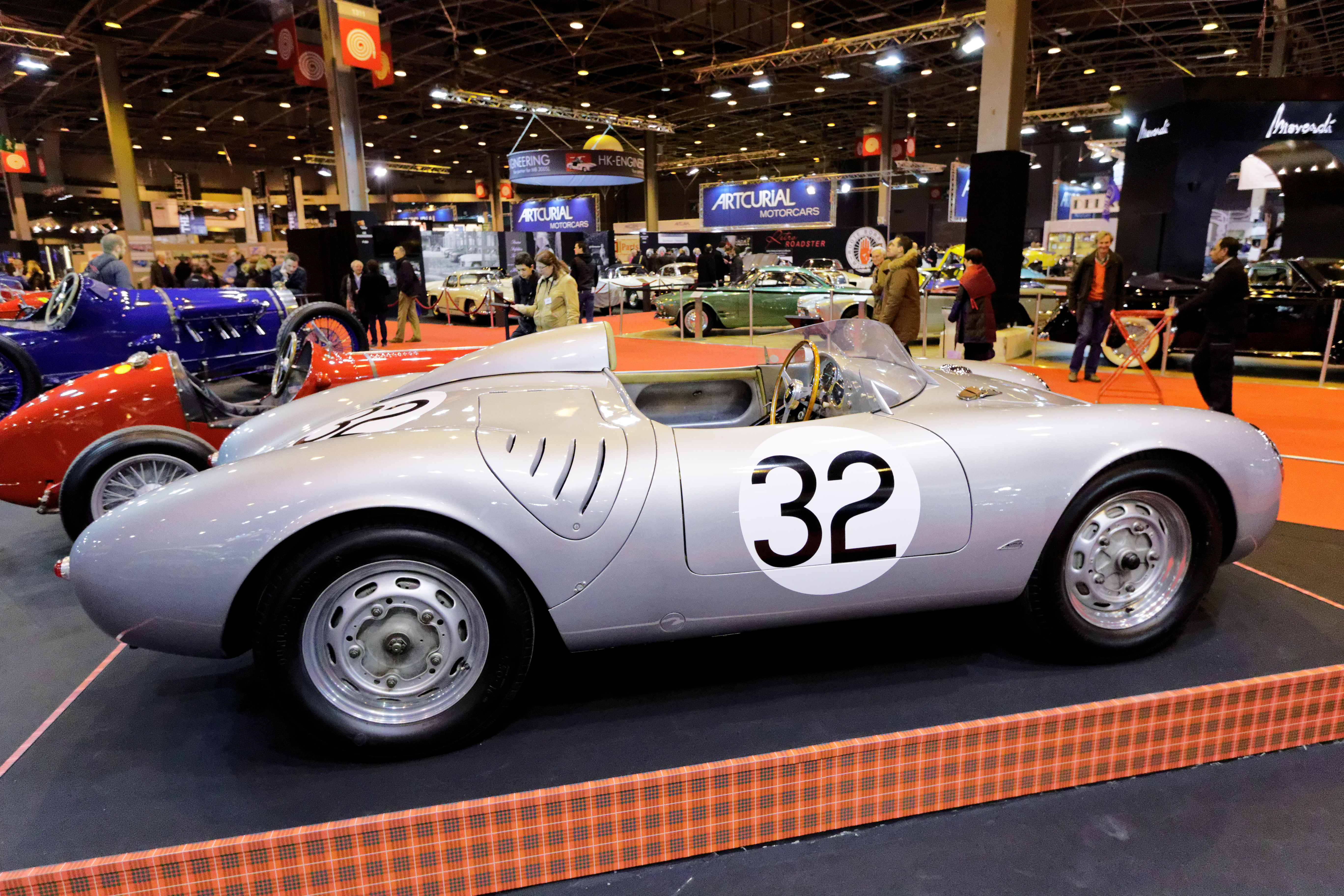
Der fünftplatzierte Porsche 550A RS, gefahren von Carel Godin de Beaufort und Herbert Linge

Das 26. 24-Stunden-Rennen von Le Mans, der 26e Grand Prix d’Endurance les 24 Heures du Mans, auch 24 Heures du Mans, Circuit de la Sarthe, Le Mans, fand vom 21. bis 22. Juni 1958 auf dem Circuit des 24 Heures statt.

## Das Rennen
Starker Regen und heftiger, teilweise böiger Wind beeinflussten das 24-Stunden-Rennen des Jahres 1958 nachhaltig. 15 Stunden lang herrschte im Rennen eine wahre Sintflut, die zu dreizehn Unfällen führte, einer davon tödlich.
Großer Favorit auf den Gesamtsieg war die Rennmannschaft von Ferrari, die ihren neuen 3-Liter-Testa-Rossa auch an die Sarthe brachten. Inklusive der Werkswagen waren nicht weniger als zehn Testa Rossa am Start, wobei der North-American-Racing-Testa-Rossa von José Behra und Pedro Rodríguez einen 4-Zylinder-2-Liter-Motor hatte. Nach dem Rückzug von Maserati aus der Sportwagen-Weltmeisterschaft Ende 1957 blieben die Jaguar und Aston Martins die härtesten Gegner von Ferrari auf einen Erfolg in der Gesamtwertung.
Der noch nicht einmal 17 Jahre alte Mexikaner Ricardo Rodríguez erhielt trotz heftiger Interventionen seines Vaters vom veranstaltenden Automobile Club de l’Ouest keine Starterlaubnis. Das Rennen wurde in einem heftigen Gewitterregen gestartet. Die Zuschauer sahen nicht viel mehr als die Gischt der vorbeifahrenden Fahrzeuge. Stirling Moss übernahm im Aston Martin DB3 die Führung und hielt diese bis in die frühen Abendstunden. Knapp nach 18 Uhr – zu diesem Zeitpunkt waren bereits drei Jaguar D-Type mit Motorschaden ausgefallen – kam es im einfallenden Nebel zu einer Kollision zwischen dem US-amerikanischen Ferrari-Piloten Bruce Kessler und dem französischen Industriellen Jean-Marie Brussin, der als Privatfahrer einen Jaguar D-Type fuhr. Brussin wurde dabei getötet und Kessler erheblich verletzt.
Um Mitternacht kam bei Jaguar Hoffnung auf dem Gesamtsieg auf, als Duncan Hamilton in Führung ging. Aber auch dieser Jaguar fiel durch eine Kollision aus. Somit war der Weg frei für das Ferrari-Werksteam mit Olivier Gendebien und Phil Hill. Es war der erste Le-Mans-Sieg für einen US-amerikanischen und belgischen Rennfahrer. Zum vierten Mal in Folge fuhr Mike Hawthorn die schnellste Rennrunde, kam wegen des schlechten Wetters jedoch nicht an seine Bestzeit aus dem Vorjahr heran.

## Ergebnisse

### Piloten nach Nationen
| 43 Franzosen | 32 Briten      | 10 Belgier   | 9 US-Amerikaner | 6 Deutsche     |
| 2 Italiener  | 1 Argentinier  | 1 Australier | 1 Kubaner       | 1 Guatemalteke |
| 1 Mexikaner  | 1 Niederländer | 1 Schwede    | 1 Schweizer     | 1 Spanier      |

### Schlussklassement
| Pos.            | Klasse | Nr. | Team                          | Fahrer                                            | Chassis                        | Motor                   | Reifen | Runden |
| --------------- | ------ | --- | ----------------------------- | ------------------------------------------------- | ------------------------------ | ----------------------- | ------ | ------ |
| 1               | S 3000 | 14  | Scuderia Ferrari              | Olivier Gendebien Phil Hill                       | Ferrari 250TR58                | Ferrari 3.0L V12        | E      | 305    |
| 2               | S 3000 | 5   | P & A.G. Whitehead            | Graham Whitehead Peter Whitehead                  | Aston Martin DB3S              | Aston Martin 3.0L I6    | A      | 293    |
| 3               | S 2000 | 29  | Porsche KG                    | Jean Behra Hans Herrmann                          | Porsche 718 RSK Spyder         | Porsche 1.6L Flat-4     | C      | 291    |
| 4               | S 1500 | 31  | Porsche KG                    | Edgar Barth Paul Frère                            | Porsche 718 RSK                | Porsche 1.5L Flat-4     | C      | 290    |
| 5               | S 1500 | 32  | Baron Carel Godin de Beaufort | Carel Godin de Beaufort Herbert Linge             | Porsche 550A RS                | Porsche 1.5L Flat-4     | C      | 288    |
| 6               | S 3000 | 21  | Equipe Nationale Belge        | Jean Blaton Alain de Changy                       | Ferrari 250TR                  | Ferrari 3.0L V12        | D      | 279    |
| 7               | S 3000 | 22  | Ed Hugus                      | Ed Hugus Ernie Erickson                           | Ferrari 250TR                  | Ferrari 3.0L V12        | F      | 278    |
| 8               | S 2000 | 28  | AC Cars Ltd.                  | Richard Stoop Peter Bolton                        | AC Ace LM Prototype            | Bristol 2.0L I6         | D      | 257    |
| 9               | S 2000 | 27  | AC Cars Ltd.                  | Hubert Patthey Georges Berger                     | AC Ace                         | Bristol 2.0L I6         | C      | 255    |
| 10              | S 1500 | 34  | Jean-Paul Colas               | Jacques Dewez Jean Kerguen                        | Porsche 550A RS                | Porsche 1.5L Flat-4     | C      | 254    |
| 11              | S 750  | 42  | Automobili O.S.C.A.           | Alejandro de Tomaso Colin Davis                   | OSCA Sport 750TN               | OSCA 0.7L I4            | P      | 252    |
| 12              | S 750  | 44  | Automobiles Deutsch et Bonnet | Gérard Laureau Louis Cornet                       | DB HBR4 Spyder                 | Panhard 0.7L Flat-2     | M      | 250    |
| 13              | S 750  | 46  | Automobiles Deutsch et Bonnet | Paul Armagnac Jean-Claude Vidilles                | DB HBR4                        | Panhard 0.7L Flat-2     | M      | 242    |
| 14              | S 750  | 41  | Automobili O.S.C.A.           | Jean Laroche Rémy Radix                           | OSCA Sport 750                 | OSCA 0.7L I4            | P      | 241    |
| 15              | S 3000 | 10  | Bruce Halford                 | Bruce Halford Brian Naylor                        | Lister LM                      | Jaguar 3.0L I6          | D      | 241    |
| 16              | S 2000 | 24  | Peerless Cars                 | Peter Jopp Percy Crabb                            | Peerless GT Coupe              | Triumph 2.0L I4         | A      | 240    |
| 17              | S 750  | 51  | Equipe Monopole Course        | Jacques Poch Guy Dunaud-Saultier                  | Monopole X86                   | Panhard 0.7L Flat-2     | M      | 218    |
| 18              | S 750  | 45  | Automobiles Deutsch et Bonnet | Robert Mougin Jean Lucienbonnet                   | DB HBR4                        | Panhard 0.7L Flat-2     | M      | 214    |
| Nicht klassiert |        |     |                               |                                                   |                                |                         |        |        |
| 19              | S 750  | 53  | Automobili Stanguellini       | François Sigrand René-Louis Revillon Michel Nicol | Stanguellini 750S              | Fiat 0.7L I4            | D      | 212    |
| 20              | S 750  | 55  | Team Lotus Engineering        | Alan Stacey Tom Dickson                           | Lotus 11                       | Coventry Climax 0.7L I4 | D      | 202    |
| Ausgefallen     |        |     |                               |                                                   |                                |                         |        |        |
| 21              | S 3.0  | 8   | J.D. Hamilton                 | Duncan Hamilton Ivor Bueb                         | Jaguar D-Type                  | Jaguar 3.0L I6          | D      | 251    |
| 22              | S 3.0  | 3   | David Brown Racing Dept.      | Tony Brooks Maurice Trintignant                   | Aston Martin DBR1/300          | Aston Martin 3.0L I6    | A      | 173    |
| 23              | S 1100 | 38  | Team Lotus Engineering        | Innes Ireland Michael Taylor                      | Lotus 11                       | Coventry Climax 1.1L I4 | D      | 162    |
| 24              | S 3000 | 1   | Francisco Godia               | Francisco Godia Joakim Bonnier                    | Maserati 300S                  | Maserati 3.0L I6        | D      | 142    |
| 25              | S 750  | 47  | Bernard Deviterne             | Marcel Laillier René Bartholoni                   | DB HBR5                        | Panhard 0.7L Flat-2     | M      | 129    |
| 26              | S 2000 | 25  | North American Racing Team    | Pedro Rodríguez José Behra                        | Ferrari 500TR58                | Ferrari 2.0L I4         | E      | 119    |
| 27              | S 3000 | 12  | Scuderia Ferrari              | Mike Hawthorn Peter Collins                       | Ferrari 250TR58                | Ferrari 3.0L V12        | E      | 112    |
| 28              | S 750  | 54  | Automobili Stanguellini       | René Philippe Faure Michel Nicol                  | Stanguellini 750S              | Fiat 0.7L I4            | D      | 110    |
| 29              | S 3000 | 16  | Scuderia Ferrari              | Wolfgang von Trips Wolfgang Seidel                | Ferrari 250TR58                | Ferrari 3.0L V12        | E      | 101    |
| 30              | S 750  | 48  | Equipe Monopole Course        | Maurice van der Bruwaene Jacques Lefourel         | Monopole X89                   | Panhard 0.7L Flat-2     | M      | 101    |
| 31              | S 1100 | 40  | John Ogier                    | Tommy Bridger Peter Blond                         | Tojeiro                        | Coventry Climax 1.1L I4 | D      | 83     |
| 32              | S 3000 | 19  | North American Racing Team    | Edwin Martin Fernand Tavano                       | Ferrari 250TR                  | Ferrari 3.0L V12        | E      | 77     |
| 33              | S 3000 | 20  | Equipe Los Amigos             | François Picard Jaroslav Juhan                    | Ferrari 250TR                  | Ferrari 3.0L V12        | E      | 72     |
| 34              | S 3000 | 18  | North American Racing Team    | Dan Gurney Bruce Kessler                          | Ferrari 250TR                  | Ferrari 3.0L V12        | E      | 64     |
| 35              | S 1500 | 37  | Squadra Virgilio Conrero      | Marcel Lauga Jean Hébert                          | Alfa Romeo Giulietta SV Zagato | Alfa Romeo 1.3L I4      | E      | 59     |
| 36              | S 2000 | 30  | Porsche KG                    | Richard von Frankenberg Claude Storez             | Porsche 718 RSK                | Porsche 1.6L Flat-4     | C      | 55     |
| 37              | S 3000 | 4   | David Brown Racing Dept.      | Roy Salvadori Stuart Lewis-Evans                  | Aston Martin DBR1/300          | Aston Martin 3.0L I6    | A      | 49     |
| 38              | S 3000 | 11  | Henri Peignaux                | Jean-Marie Brussin André Guelfi                   | Jaguar D-Type                  | Jaguar 3.0L I6          | D      | 47     |
| 39              | S 3000 | 17  | Fernand Tavano                | Alfonso Gómez-Mena Piero Drogo                    | Ferrari 250TR                  | Ferrari 3.0L V12        | E      | 45     |
| 40              | S 750  | 50  | Equipe Monopole Course        | Bernard Consten Jean Vinatier                     | Monopole VM5                   | Panhard 0.7L Flat-2     | M      | 44     |
| 41              | S 3000 | 9   | Equipe Nationale Belge        | Freddy Rousselle Claude Dubois                    | Lister LM                      | Jaguar 3.0L I6          | D      | 43     |
| 42              | S 1500 | 35  | Team Lotus Engineering        | Jay Chamberlain Pete Lovely                       | Lotus Mk15                     | Coventry Climax 1.5L I4 | D      | 39     |
| 43              | S 750  | 52  | Automobili Stanguellini       | Georges Guyot Pierre Ros                          | Stanguellini 750S              | Fiat 0.7L I4            | D      | 38     |
| 44              | S 3000 | 58  | Ecurie Francorchamps          | Lucien Bianchi Willy Mairesse                     | Ferrari 250TR                  | Ferrari 3.0L V12        | D      | 33     |
| 45              | S 1500 | 36  | Squadra Virgilio Conrero      | Giorgio Ubezzi Eric Catulle                       | Alfa Romeo Giulietta SV Zagato | Alfa Romeo 1.3L I4      | P      | 31     |
| 46              | S 3000 | 2   | David Brown Racing Dept.      | Stirling Moss Jack Brabham                        | Aston Martin DBR1/300          | Aston Martin 3.0L I6    | A      | 30     |
| 47              | S 3000 | 57  | Maurice Charles               | Maurice Charles John Young                        | Jaguar D-Type                  | Jaguar 3.0L I6          | D      | 29     |
| 48              | S 1100 | 39  | Car Exchange                  | William Frost Robert Hicks                        | Lotus 11                       | Coventry Climax 1.1L I4 | D      | 28     |
| 49              | S 2000 | 23  | Jean Thépenier                | Marcel Martin Michel Dagorne                      | Maserati 200SI                 | Maserati 2.0L I4        | D      | 20     |
| 50              | S 750  | 56  | Equipe Lotus France           | Roger Masson André Héchard                        | Lotus Mk15                     | Coventry Climax 0.7L I4 | D      | 19     |
| 51              | S 750  | 49  | Equipe Monopole Course        | René Cotton André Beaulieux                       | Monopole X86                   | Panhard 0.7L Flat-2     | M      | 10     |
| 52              | S 3000 | 6   | Ecurie Ecosse                 | Jack Fairman Masten Gregory                       | Jaguar D-Type                  | Jaguar 3.0L I6          | D      | 7      |
| 53              | S 2000 | 26  | Team Lotus Engineering        | Cliff Allison Graham Hill                         | Lotus Mk15                     | Coventry Climax 2.0L I4 | D      | 3      |
| 54              | S 3000 | 7   | Ecurie Ecosse                 | John Lawrence Ninian Sanderson                    | Jaguar D-Type                  | Jaguar 3.0l I6          | D      | 2      |
| 55              | S 750  | 43  | Just-Émile Vernet             | Jean-Marie Dumazer Robert Dutoit                  | VP                             | Renault 0.7L I4         | D      | 2      |
| Nicht gestartet |        |     |                               |                                                   |                                |                         |        |        |
| 56              | S 1500 | 59  | Leman                         | Heinz Schiller Claude Tot Hans Wirz               | Porsche 550RS                  | Porsche 1.5L Flat-4     |        | 1      |
| 57              | S 1100 | 60  | Automobili Stanguellini       | Roger Castelain Pierre Ros                        | Stanguellini Bialbero          | Fiat 1.7L I4            |        | 2      |
| 58              | S 750  | 61  | Just-Emile Vernet             | Louis Chardin Michel Heymel                       | VP                             | Renault 0.7L I4         |        | 3      |
| 59              | S 2000 | 63  | Peerless Cars                 | Ian Baillie Richard Gibson John Dalton            | Peerless GT Coupe              | Triumph 2.0L I4         |        | 4      |

1 Reserve
2 Reserve
3 Reserve
4 Reserve

### Nur in der Meldeliste
Hier finden sich Teams, Fahrer und Fahrzeuge die ursprünglich für das Rennen gemeldet waren, aber aus den unterschiedlichsten Gründen daran nicht teilnahmen.
| Pos. | Klasse | Nr. | Team                    | Fahrer                                                        | Chassis                 | Motor                | Reifen |
| ---- | ------ | --- | ----------------------- | ------------------------------------------------------------- | ----------------------- | -------------------- | ------ |
| 60   | S 3000 | 1   | Claude Bourillot        |                                                               | Ferrari 250TR           | Ferrari 3.0L V12     |        |
| 61   | S 3000 | 14  | Equipe Nationale Belge  |                                                               | Ferrari 250TR           | Ferrari 3.0L V12     |        |
| 62   | S 3000 | 15  | Joakim Bonnier          |                                                               | Ferrari 250TR           | Ferrari 3.0L V12     |        |
| 63   | S 3000 | 16  | François Picard         |                                                               | Ferrari 250TR           | Ferrari 3.0L V12     |        |
| 64   | S 3000 | 21  | Jean-Pierre Colas       |                                                               | Aston Martin DB3S       | Aston Martin 3.0L I6 |        |
| 65   | S 2000 | 22  | Automobiles Frazer Nash |                                                               | Frazer-Nash Continental |                      |        |
| 66   | S 1500 | 32  | Ed Hugus                |                                                               | Porsche 550RS           | Porsche 1.5L Flat-4  |        |
| 67   | S 1500 | 33  | Christian Goethals      |                                                               | Porsche 550RS           | Porsche 1.5L Flat-4  |        |
| 68   | S 750  | 55  | Elva                    |                                                               | Elva Mk.II              |                      |        |
| 69   | S 750  | 62  | De Pontac               | Laforcade Gaston Serraud                                      | CTAP                    |                      |        |
| 70   | S 3000 | 15  | Scuderia Ferrari        | Luigi Musso Gino Munaron Olivier Gendebien Wolfgang von Trips | Ferrari 250TR           | Ferrari 3.0L V12     |        |
| 71   |        |     |                         |                                                               | VP                      |                      |        |

### Biennale-Cup-Rudge-Withworth
1958 wurde kein Biennal-Cup vergeben, da kein Teilnehmer in die Wertung kam.

### Index of Performance
| Pos. | Nr. | Fahrer                                            | Chassis                | Koeffizient | Platzierung im Gesamtklassement |
| ---- | --- | ------------------------------------------------- | ---------------------- | ----------- | ------------------------------- |
| 1    | 42  | Alejandro de Tomaso Colin Davis                   | OSCA Sport 750TN       | 1.27000     | Rang 11                         |
| 2    | 44  | Gérard Laureau Louis Cornet                       | DB HBR4 Spyder         | 1.26500     | Rang 12                         |
| 3    | 46  | Paul Armagnac Jean-Claude Vidilles                | DB HBR4                | 1.22500     | Rang 13                         |
| 4    | 41  | Jean Laroche Rémy Radix                           | OSCA Sport 750         | 1.21600     | Rang 14                         |
| 5    | 31  | Edgar Barth Paul Frère                            | Porsche 718 RSK        | 1.19100     | Rang 4                          |
| 6    | 32  | Carel Godin de Beaufort Herbert Linge             | Porsche 550A RS        | 1.18300     | Rang 5                          |
| 7    | 29  | Jean Behra Hans Herrmann                          | Porsche 718 RSK Spyder | 1.18100     | Rang 3                          |
| 8    | 14  | Olivier Gendebien Phil Hill                       | Ferrari 250TR58        | 1.13500     | Gesamtsieg                      |
| 9    | 51  | Jacques Poch Guy Dunaud-Saultier                  | Monopole X86           | 1.10300     | Rang 17                         |
| 10   | 5   | Graham Whitehead Peter Whitehead                  | Aston Martin DB3S      | 1.08900     | Rang 2                          |
| 11   | 45  | Robert Mougin Jean Lucienbonnet                   | DB HBR4                | 1.08200     | Rang 18                         |
| 12   | 53  | François Sigrand René-Louis Revillon Michel Nicol | Stanguellini 750S      | 1.06800     | nicht klassiert                 |
| 13   | 34  | Jacques Dewez Jean Kerguen                        | Porsche 550A RS        | 1.04400     | Rang 10                         |
| 14   | 21  | Jean Blaton Alain de Changy                       | Ferrari 250TR          | 1.03600     | Rang 6                          |
| 15   | 22  | Ed Hugus Ernie Erickson                           | Ferrari 250TR          | 1.03300     | Rang 7                          |
| 16   | 55  | Alan Stacey Tom Dickson                           | Lotus 11               | 1.02400     | nicht klassiert                 |
| 17   | 28  | Richard Stoop Peter Bolton                        | AC Ace LM Prototype    | 1.00500     | Rang 8                          |

### Klassensieger
| Klasse               | Fahrer                  | Fahrer        | Fahrzeug               | Platzierung im Gesamtklassement |
| -------------------- | ----------------------- | ------------- | ---------------------- | ------------------------------- |
| Index of Performance | Alejandro de Tomaso     | Colin Davis   | OSCA Sport 750TN       | Rang 11                         |
| 24. Biennale Cup     | kein Teilnehmer im Ziel |               |                        |                                 |
| 2001–3000 cm³        | Olivier Gendebien       | Phil Hill     | Ferrari 250TR58        | Gesamtsieg                      |
| 1501–2000 cm³        | Jean Behra              | Hans Herrmann | Porsche 718 RSK Spyder | Rang 3                          |
| 1101–1500 cm³        | Paul Frère              | Edgar Barth   | Porsche 718 RSK        | Rang 4                          |
| 501–750 cm³          | Alejandro de Tomaso     | Colin Davis   | OSCA 750 Sport 750TN   | Rang 11                         |

### Renndaten
- Gemeldet: 71
- Gestartet: 55
- Gewertet: 20
- Rennklassen: 6
- Zuschauer: 150.000
- Ehrenstarter des Rennens: Mr. Chaplain, Bürgermeister von Le Mans
- Wetter am Rennwochenende: starker Regen und heftige Windböen
- Streckenlänge: 13,461 km
- Fahrzeit des Siegerteams: 24:00:00,000 Stunden
- Gesamtrunden des Siegerteams: 305
- Gesamtdistanz des Siegerteams: 4101,926 km
- Siegerschnitt: 170,914 km/h
- Pole Position: Stirling Moss – Aston Martin DB1/300 (#2) – 4:ß7,300 = 195,954 km/h
- Schnellste Rennrunde: Mike Hawthorn – Ferrari 250TR58 (#12) – 4:08,000 = 195,402 km/h
- Rennserie: 5. Lauf zur Sportwagen-Weltmeisterschaft 1958